# Elisa Mouliaá
Elisa Mouliaá (Madrid, 7 januari 1989) is een Spaanse actrice. 

## Carrière
Mouliaá is bekend van haar rol van Irene, in de meest bekeken Spaanse televisieserie Águila Roja, uitgezonden door Televisión Española. Zij studeerde drama aan de International Study van Juan Carlos Corazza en heeft rollen vertolkt in films, op televisie en in het theater.
Zij speelde de rol van Estella in aflevering 2 van het eerste seizoen van de Vlaamse mockumentary De Biker Boys op Eén.

## Televisie
| Serie                            | Rol        | Kanaal                          | Jaar       |
| -------------------------------- | ---------- | ------------------------------- | ---------- |
| Águila Roja                      | Irene      | TVE                             | 2009-heden |
| De Biker Boys                    | Estella    | Eén                             | 2014       |
| Borgia                           | Pantasilea | Canal+, Cosmopolitan Television | 2011       |
| Cuestión de Sexo                 | Silvia     | Cuatro                          | 2010       |
| El Internado                     | Alicia     | Antena 3                        | 2008       |
| Génesis: En la mente del asesino | Cast       | Cuatro                          | 2007       |
| Circulo Rojo                     | Cast       | Antena 3                        | 2006       |

## Filmografie
| Film                     | Rol     | Regisseur                          | Jaar |
| ------------------------ | ------- | ---------------------------------- | ---- |
| Al final todos mueren    | Lara    | Javier Fesser, David Galán Galindo | 2013 |
| Las Meninas              | Belén   | Eva Cools                          | 2011 |
| La possibilité d`une île | Reparto | Michel Houellebecq                 | 2007 |

## Kortfilms
| Film                     | Rol      | Regisseur               | Jaar |
| ------------------------ | -------- | ----------------------- | ---- |
| El resto es silencio     | Helena   | Pablo Bullejos          | 2013 |
| Pertenecemos a la muerte | Elsa     | Ángel Gómez Hernández   | 2012 |
| Rotos                    | Meisje   | Roberto Pérez-Toledo    | 2012 |
| Bad Night                | Hoofdrol | Ainhoa Menéndez Goyoaga | 2011 |
| Domingo por la tarde     | Hoofdrol | Ana Lambarri            | 2009 |
| Martina y la luna        | Martina  | Javier Loarte           | 2008 |

## Theater
| Titel            | Rol     | Auteur             | Regisseur      | Jaar |
| ---------------- | ------- | ------------------ | -------------- | ---- |
| ¿Por qué yo?     | Inma    | Belén Verdugo      | Belén Verdugo  | 2013 |
| The Café         | Zooey   | Kyle Bradstreet    | Nacho Aldeguer | 2012 |
| The rose tattoo  | Rosita  | Tennessee Williams | C. Napoleón    | 2000 |
| Life on a string | Luisita | Edgar Neville      | C. Napoleón    | 1998 |

## Muziekclips
| Groep                     | Lied                | Regisseur         | Jaar |
| ------------------------- | ------------------- | ----------------- | ---- |
| Love of Lesbian           | Los días no vividos | Alfonso Cortés    | 2013 |
| Izal                      | Tu continente       | Antonio Blanco    | 2012 |
| Iván Ferreiro             | Paraísos Perdidos   | Jesús Hernández   | 2011 |
| Sala & the Strange Sounds | Margot              | WeProduceFilms    | 2011 |
| Carlos Lázaro             | Sálvame de ti       | Gustavo Ron       | 2011 |
| Grupo 84                  | Tribunal            | Quique Santamaría | 2010 |

## Prijzen
| Categorie         | Festival                                          | Resultaat   | Jaar |
| ----------------- | ------------------------------------------------- | ----------- | ---- |
| Best main actress | Women's Independent Film Festival, West Hollywood | laureaat    | 2013 |
| New Talent        | Cine y Mujer Aragonés                             | laureaat    | 2011 |
| Best main actress | Villamayor de Santiago                            | genomineerd | 2010 |